# François Dorieux
François Dorieux es el fundador de un negocio familiar de horticultura francés fundado en 1930. La dedicación del vivero a las rosas desde 1940. Su lema "Dorieux, imagine la rose"
Controla varias sociedades hortícolas responsables de la hibridación, la selección, el cultivo, la venta y la protección de las especies desarrolladas o seleccionadas entre las especies del grupo.

## Historia
El fundador de la empresa fue François Dorieux I en 1930. En un principio la denominó como "Jardinier de Maison Bourgeoise", diversificando sus actividades desde la jardinería, un poco de viveros de plantas en general ..., pero centró su interés personal en las rosas.

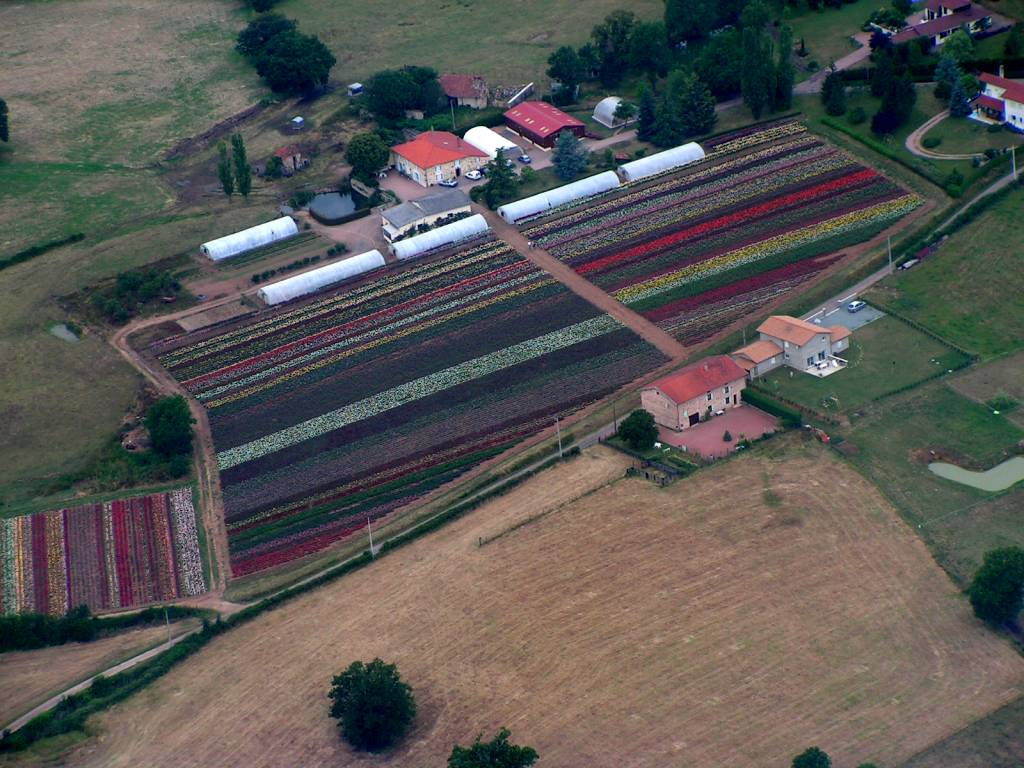
Vista aérea de los cultivos de rosas.

En la década de 1940 François Dorieux I conoció a Francis Meilland quién le influyó para su transformación en hibridador de rosas. Así su primer obtentor de rosas modernas: una trepadora de rosas rojas muy fragantes 'Floralies Valenciennoises' fue introducida en el mercado en 1954.
Jean, su hijo trabajó con él, y juntos se convierten en cultivadores de rosas solamente y se definen a sí mismos como « artisans des roses ». Creando muchas reconocidas rosas tal como 'Rouge Dorieux', 'Bobino', 'Flaminaire', 'Sika' ó la primera medalla de oro conseguida en un concurso la 'Roi Soleil'.
En 1985, se integran en la empresa los nietos Georges y François. Georges en el aspecto técnico de la producción, y François II para la hibridación y creación de nuevas rosas. 
Desde entonces se han incrementado las creaciones de nuevas rosas con logros como 'Annapurna', 'Violette Parfumée', 'Vendée Globe', 'Mimie Mathy', 'Soleil Rouge', 'Graines d’Or', ó 'Loulou de Cacharel' que han sido comercializados en diversos países.

## Algunas creaciones de Dorieux

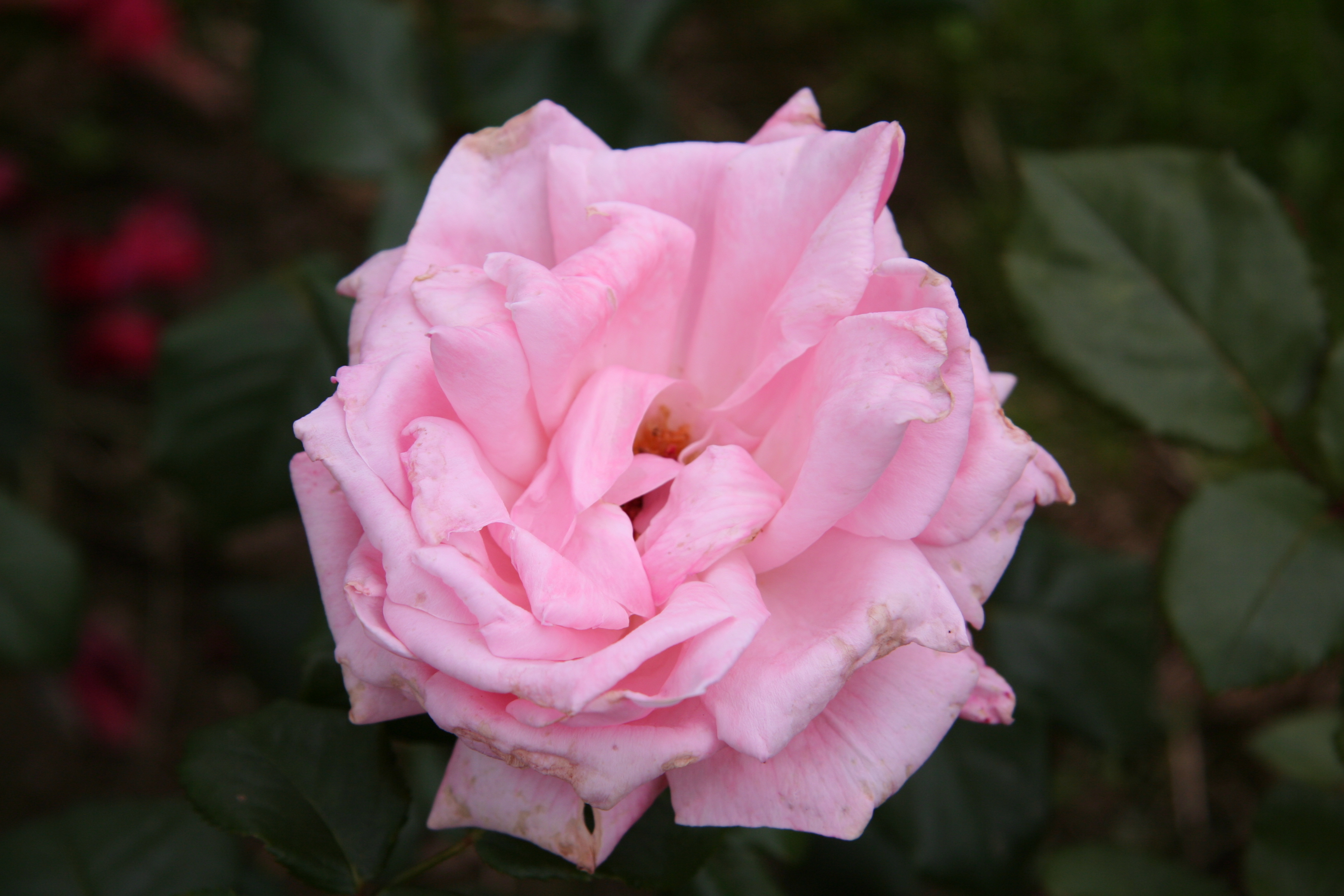
'Léon Pin', 1978
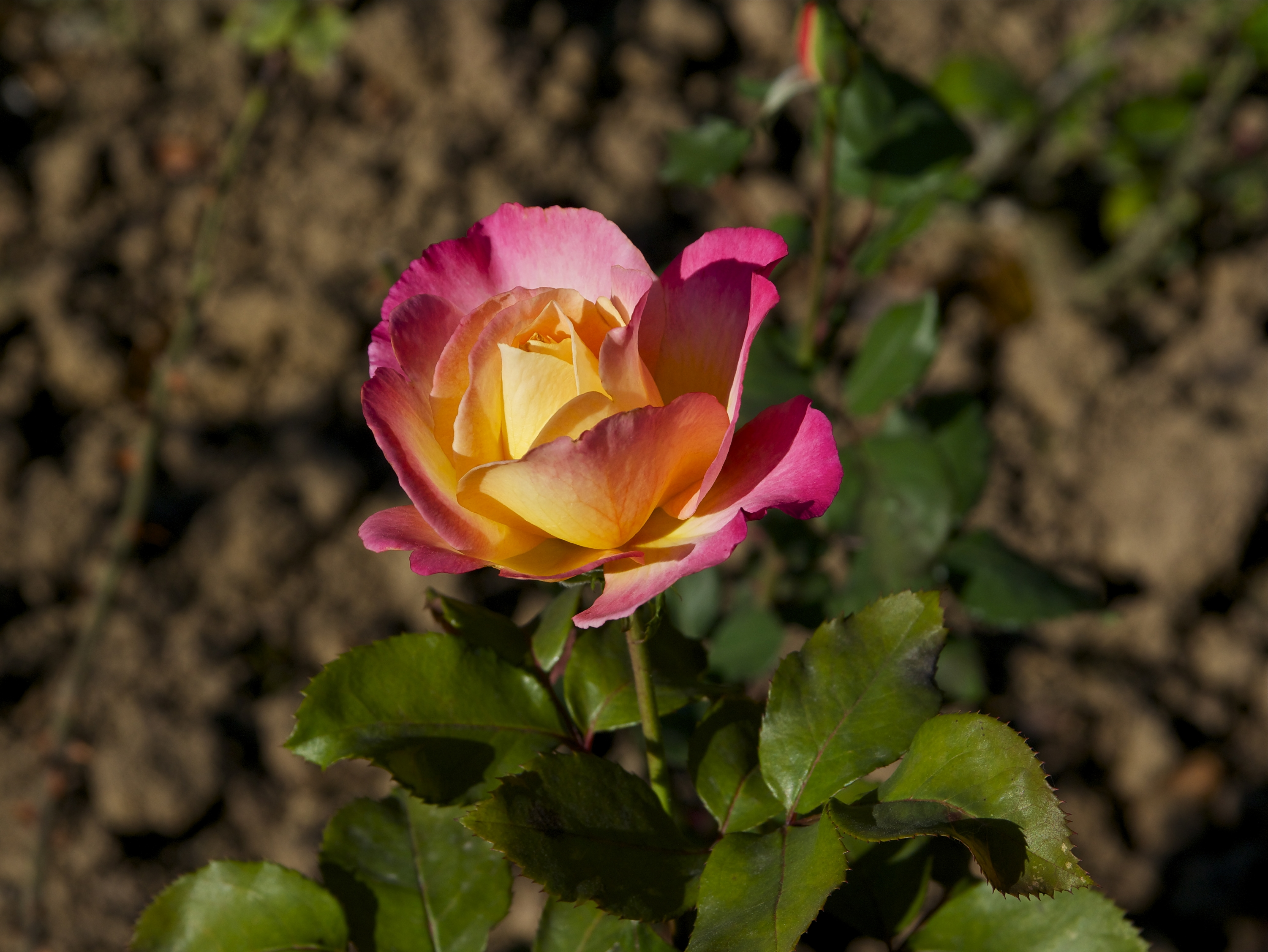
'Starion', < 1987
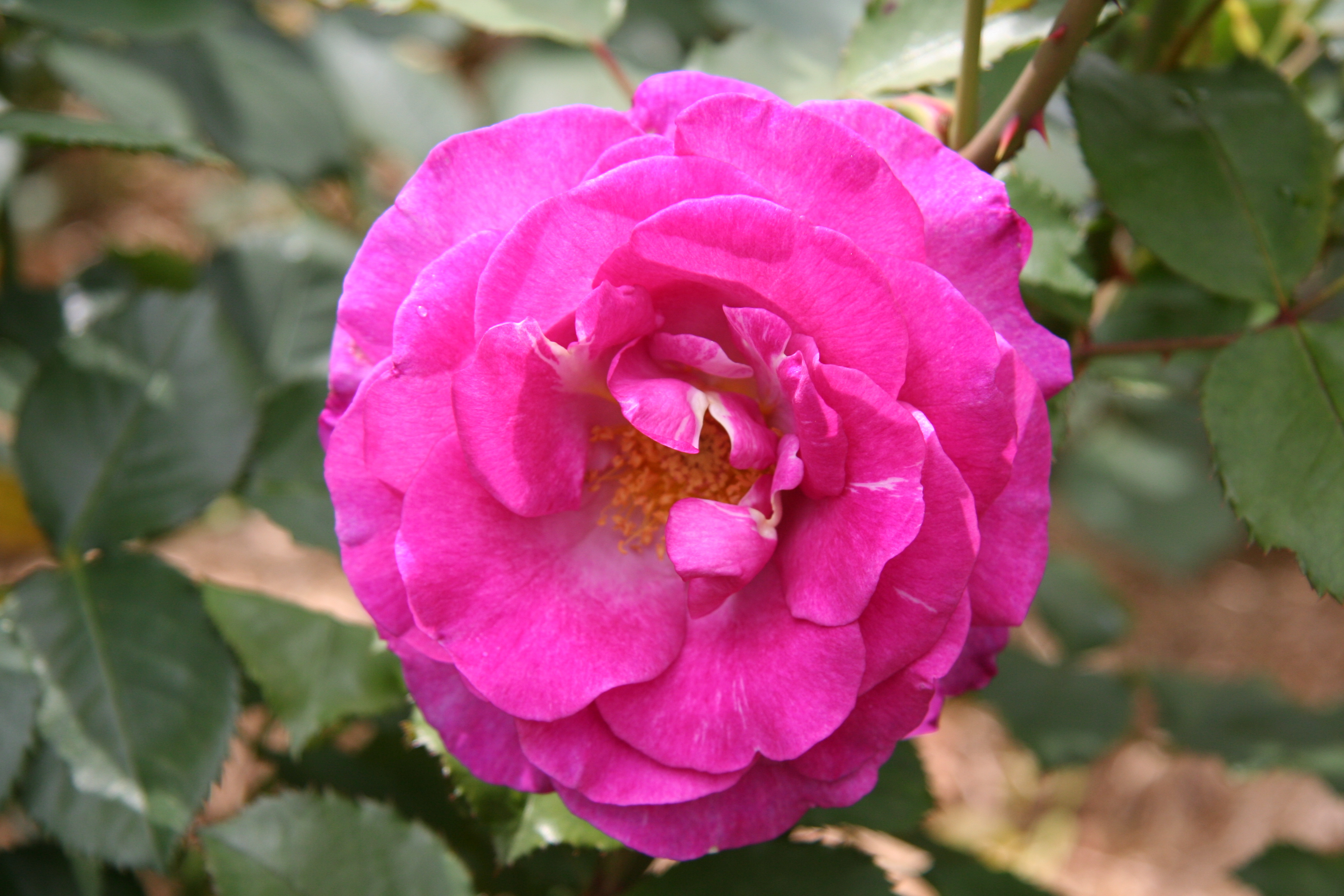
'Violette Parfumée', 1992
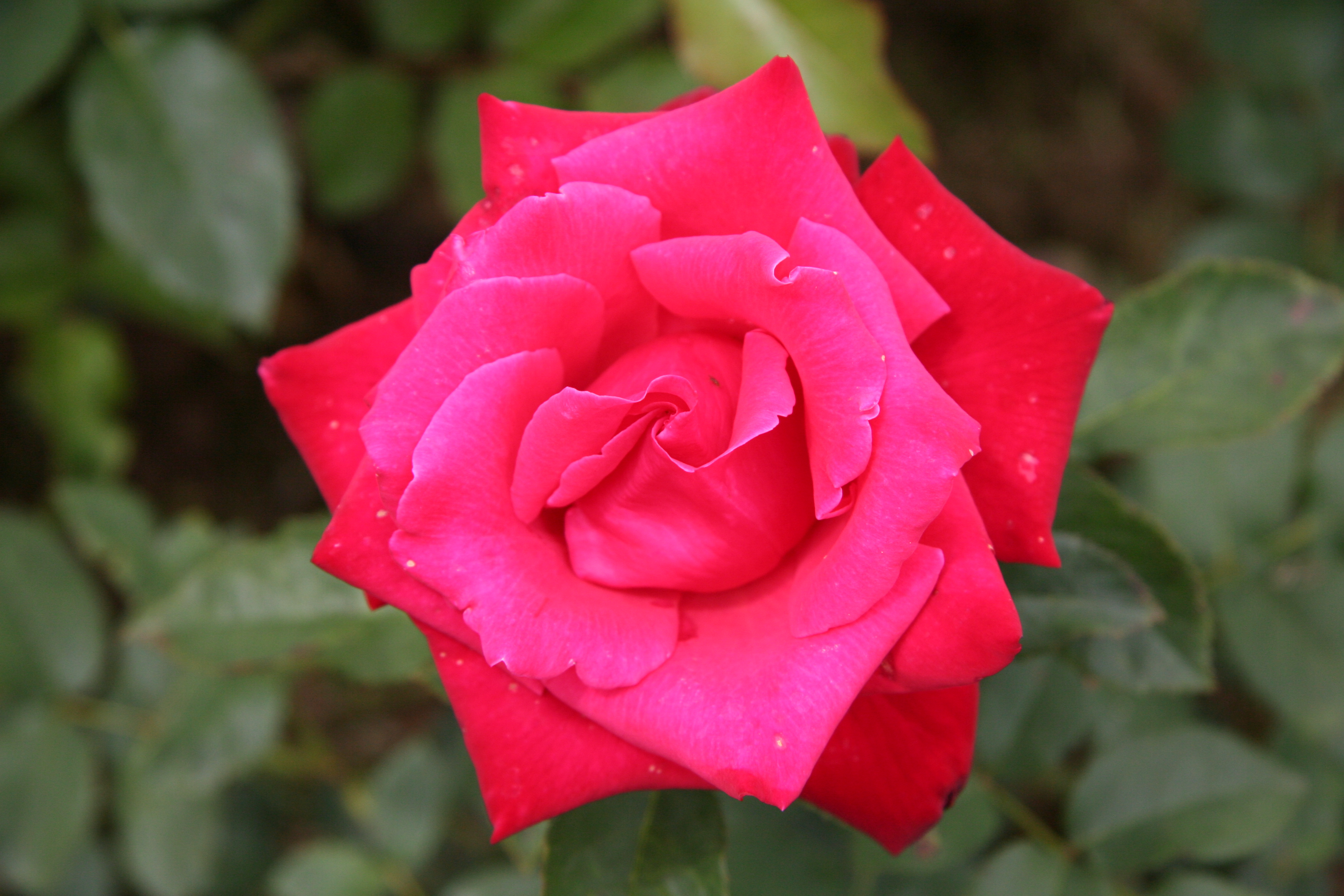
'Perle du Lac Annecy', 1994
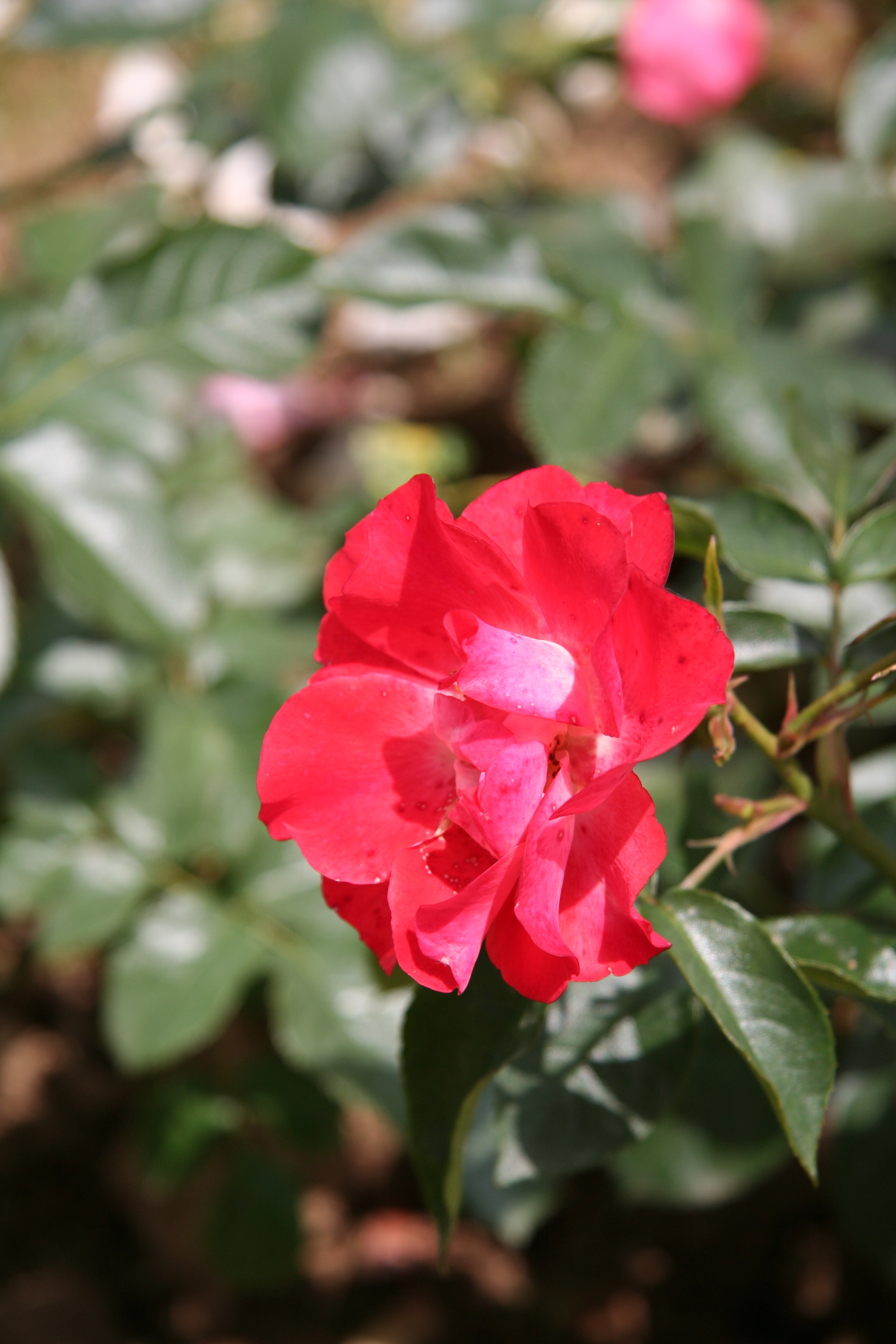
'Le Cid', 1995
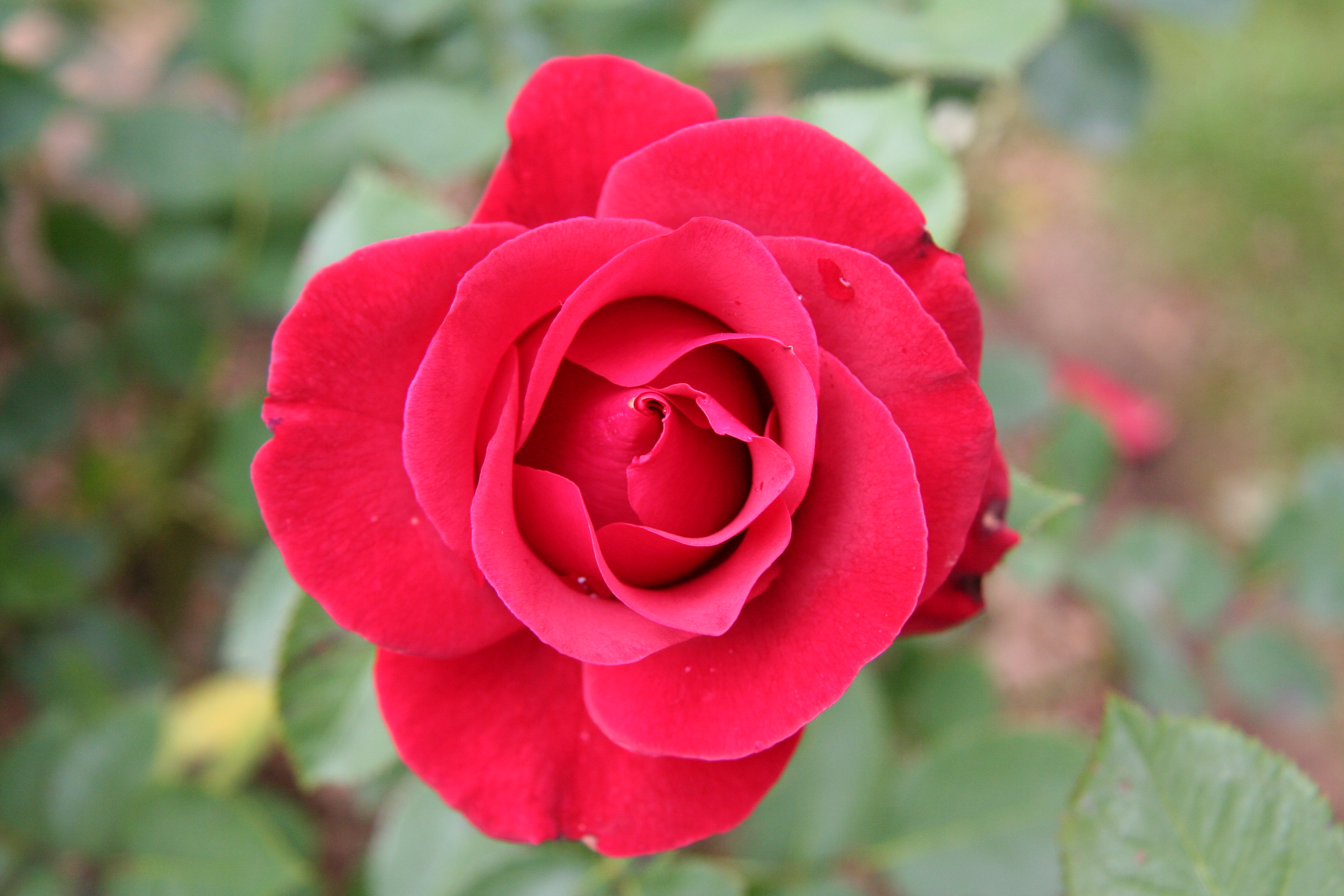
'Georges Truffaut', 1996
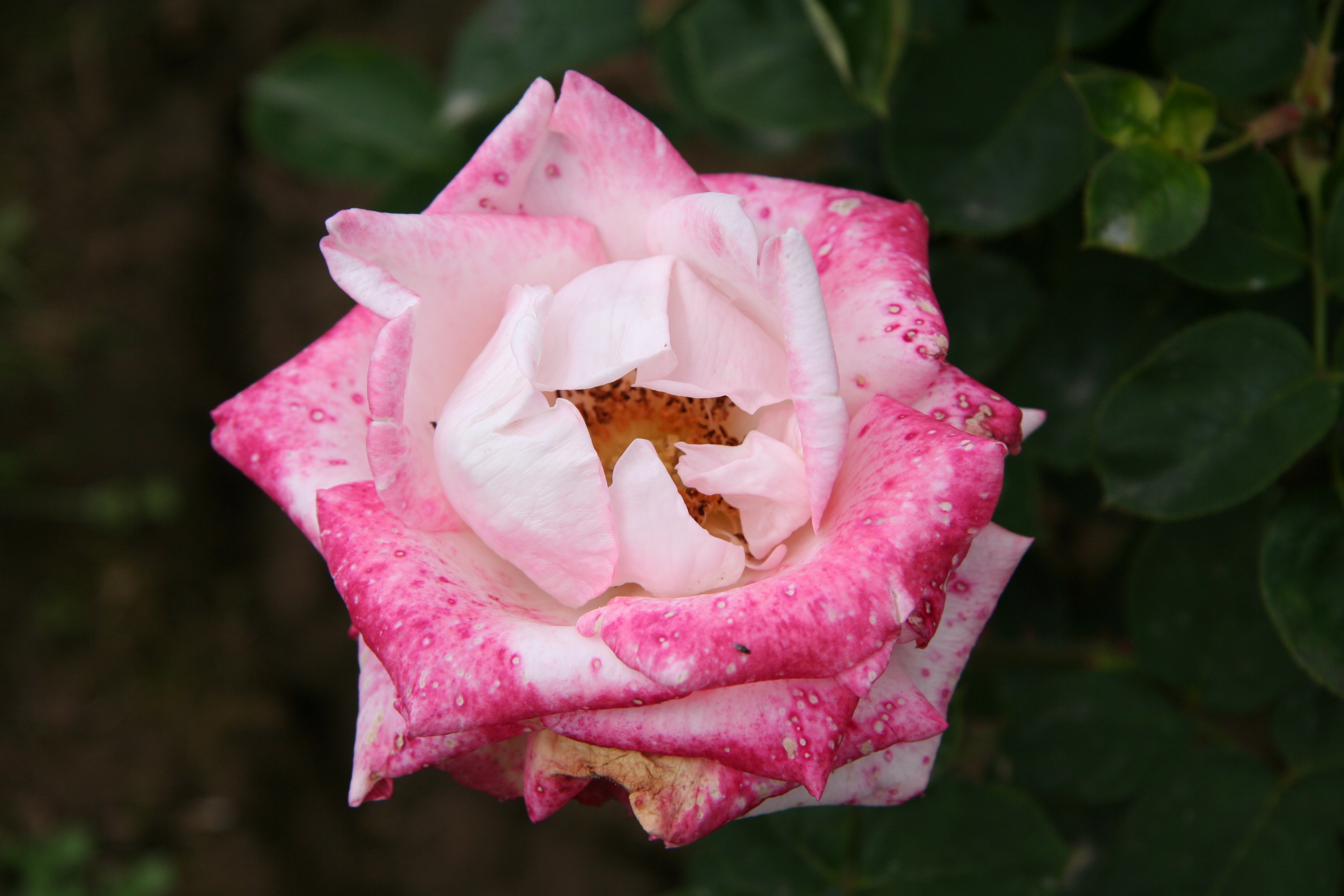
'Comtesse Brigitte Chandon-Moet', 1997
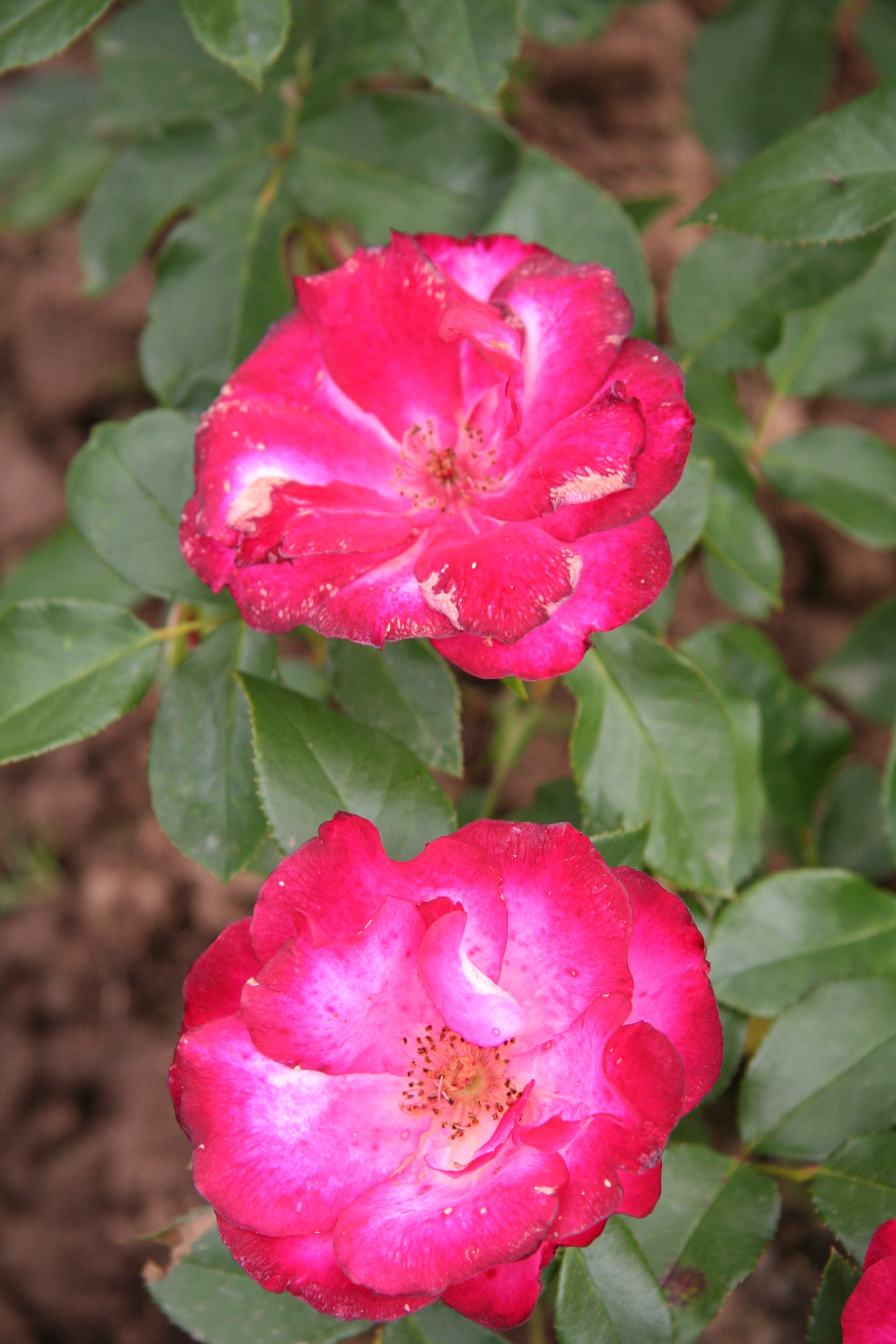
'Loulou de Cacharel', 1998
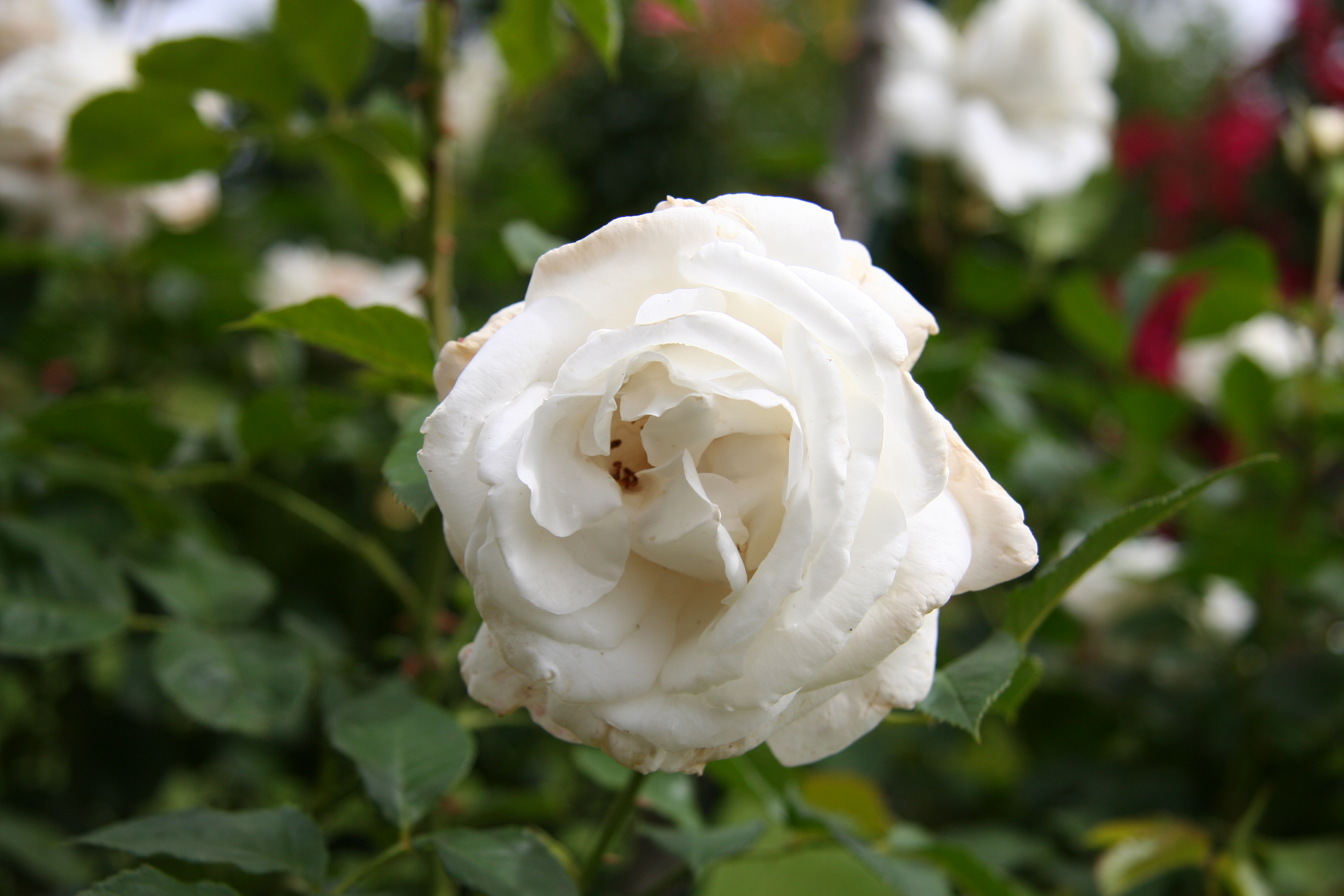
'Annapurna', 2000
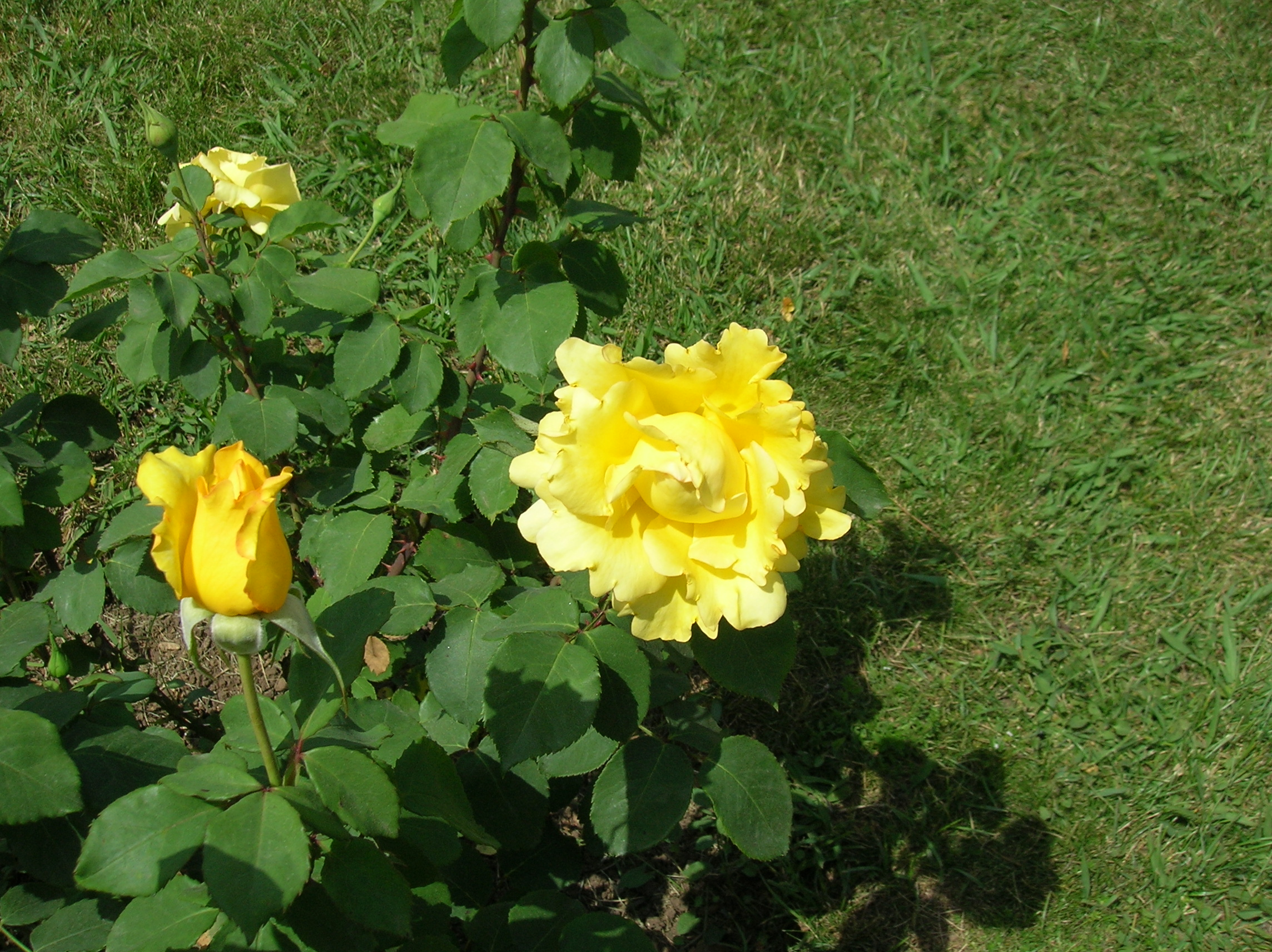
'Vendée Globe', 2000